# داني ليون
داني ليون (بالإنجليزية: Danny Lyon)‏ هو مصور وصحفي أمريكي، ولد في 16 مارس 1942 في بروكلين في الولايات المتحدة.

## وصلات خارجية
- الموقع الرسمي
- داني ليون على موقع IMDb (الإنجليزية)
- داني ليون على موقع ميوزك برينز (الإنجليزية)
- داني ليون على موقع ديسكوغز (الإنجليزية)